# Il sogno di Frankie
Il sogno di Frankie è un film del 1996 diretto da Tiffanie DeBartolo con Ione Skye e Jennifer Aniston.

## Trama
Frankie soffre d'insonnia sin dall'infanzia. Crede fermamente di poter riuscire a trovare l'uomo della sua vita e quindi anche il riposo, nella città di Los Angeles dove sta per trasferirsi con la sua amica del cuore. Ma poco prima della partenza conosce David ed è sicura di aver trovato il suo principe azzurro; le rimangono quindi solo tre giorni per convincerlo che lei è l'amore della sua vita.